# Cornell University Press
La Cornell University Press es una editorial universitaria que forma parte de la Universidad Cornell ubicada en Sage House, antigua residencia del empresario y filántropo Henry W. Sage. Se estableció en 1869, lo que la convirtió en la primera editorial universitaria de los Estados Unidos, sin embargo, estuvo inactiva desde 1884 hasta 1930.
La editora se estableció en la Facultad de Artes Mecánicas (como se llamaba a la ingeniería mecánica en el siglo XIX) porque los ingenieros sabían más del funcionamiento de prensas de impresión a vapor que los profesores de literatura. Desde sus inicios, La editora ofreció ayuda económica de trabajo y estudio a los estudiantes con formación previa en la industria de la impresión: se les pagaba por la composición tipográfica y el funcionamiento de las imprentas que imprimían el diario estudiantil semanal y las demás publicaciones universitarias oficiales.
Actualmente, la editora produce aproximadamente 150 títulos cada año en diversas disciplinas, que incluyen antropología, estudios asiáticos, ciencias biológicas, estudios clásicos, historia, relaciones laborales, literatura, historia natural, filosofía, política y relaciones internacionales, ciencias veterinarias y estudios de la mujer. Aunque la editora ha sido subvencionada por la universidad durante la mayor parte de su historia, ahora depende en gran medida de la venta de libros para financiar sus operaciones.
En 2010, la Fundación Mellon, cuyo presidente Don Michael Randel es un ex rector de Cornell, otorgó a la editorial una subvención de $ 50 000 para la publicación de trabajos académicos en las áreas temáticas de humanidades de baja demanda. Con esta subvención, se publicó una serie de libros titulada Signale: Modern German Letters, Cultures, and Thoughts, con un tiraje de solo 500 copias impresas de cada libro, fabricándose copias adicionales a pedido una vez que se agote el suministro original. Otras series actualmente activas incluyen Expertise: Cultures and Technologies of Knowledge y Police/Worlds: Studies in security, crime and governance.

## Series
Entre las series publicadas por la universidad, destacan las siguientes:
- Battlegrounds: Estudios Cornell en historia militar
- Biblioteca Liberty Hyde Bailey
- Colección Cornell Indonesia moderna
- Corpus Juris: las humanidades en la política y el derecho
- Cultura y política del trabajo sanitario
- Ediciones Agora
- Estados Unidos en el mundo
- Estudios Cornell en asuntos de seguridad
- Estudios de Cornell en dinero
- Estudios de Cornell en economía política
- Estudios de Cornell en filología clásica
- Estudios del Golfo Persa
- Estudios del Instituto de Nueva Holanda
- Expertise: culturas y tecnologías del conocimiento
- Historias de la educación americana
- Historias y culturas del turismo
- Islandica
- Los entornos de Asia Oriental
- Nuevos horizontes japoneses
- Publicaciones Zona Tropical
- Religión y conflicto
- Religión y vida pública americana
- Serie Cornell en educación ambiental
- Serie NIU en estudios cristianos ortodoxos
- Serie NIU en estudios eslavos, europeos del este y euroasiáticos
- Serie NIU Sureste Asiático
- Signale